# ニューイングランド・フリージャックス
ニューイングランド・フリージャックス(New England Free Jacks)は、アメリカ合衆国・マサチューセッツ州ウェイマスに本拠地を置くラグビーユニオンクラブである。スタジアムはユニオン・ポイント・スポーツ・コンプレックス。

## 歴史
2018年創設。翌2019年、日本代表の畠山健介が加入。
2020年シーズンからメジャーリーグラグビーに加入。

## タイトル
- メジャーリーグラグビー- 2023, 2024, 2025 (3回)

## スコッド
- ジョシュ・ラーセン (主将・カナダ代表)
- コール・キース(カナダ代表)
- カイル・ベイリー(カナダ代表)
- コナー・キーズ(カナダ代表)
- ウィアン・コンラディ(ナミビア代表)
- ルルー・マラン(ナミビア代表)
- マルティン・シグレン(チリ代表)
- ベン・ルサージュ(カナダ代表)

## 歴代所属選手
- 畠山健介 2019-2021（元日本代表）
- ベン・ランドリー(アメリカ代表)
- ジャック・ラム(サモア代表)
- セフ・ファアガセ
- セミシ・パエア(トンガ代表)